# Abou Sangaré
Pour les articles homonymes, voir Sangaré.
Abou Sangaré, né le 7 mai 2001 à Sinko, est un mécanicien et acteur guinéen actif en France.
En 2024, il se révèle au grand public en jouant dans le film L'Histoire de Souleymane. Grâce à ce rôle, il remporte le César de la Meilleur Révélation Masculine, le prix du Meilleur acteur européen, ainsi qu'une récompense au Festival de Cannes.

## Biographie
Abou Sangaré, originaire de Guinée, voit sa mère tomber gravement malade durant son adolescence. Confronté à l'incapacité de subvenir à ses besoins médicaux, explique-t-il, il prend la décision de migrer en Algérie pour y chercher du travail puis en Europe. Arrivé en France en 2017 à 16 ans, il est inscrit par des associations à un baccalauréat professionnel Maintenance des véhicules de transport routier à Amiens. Après son baccalauréat, il obtient son brevet de technicien supérieur. Sa mère décède en Guinée en 2019.  
Ses trois premières demandes de régularisation sont refusées. Il est visé par une OQTF. Après sa quatrième demande, il obtient  un premier titre de séjour d'un an le 8 janvier 2025, sur la base de la circulaire Valls, qui permet la régularisation par le travail. 
En 2023, il est sélectionné par Boris Lojkine pour jouer le rôle principal de L'Histoire de Souleymane. Il s’était rendu au casting sans y croire, cherchant un travail. Il ne s’attendait pas à cette mise en lumière. Le scénario est adapté en fonction de son parcours. L'acteur est primé, ainsi que le film, ovationné également, dans la section Un certain regard au festival de Cannes 2024,,. À la question de savoir s'il compte désormais faire carrière dans le cinéma, il répond : « Non. Il y aura peut-être des offres mais je suis mécanicien, c’est mon métier. Je suis pressé de pouvoir travailler dans le garage. ».

## Filmographie

### Cinéma
- 2024 : L'Histoire de Souleymane de Boris Lojkine : Souleymane

## Distinctions

### Récompenses
- Festival de Cannes 2024 : Prix Un certain regard du meilleur acteur pour L'Histoire de Souleymane[7]
- Prix du cinéma européen 2024 : meilleur acteur pour L'Histoire de Souleymane[8]
- César 2025 : meilleure révélation masculine pour L'Histoire de Souleymane[9]
- Lumières 2025 : meilleur acteur pour L'Histoire de Souleymane